# قائمة مدن تونس المتوأمة

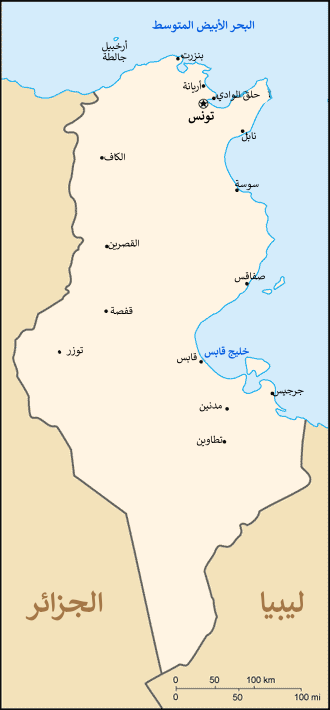
خارطة تونس.

تحتوي هذه المقالة قائمة مدن تونس المتوأمة وهي المدن التي لها علاقات توأمة مع مدن في بلدان أخرى. يمكن أن تحتوي القائمة على اتفاقات بين تجمعات سكانية أو تقسيمات إدارية أخرى مثل القرى والبلدية والمحافظات.

## أ
- أريانة:
  -  سلا (المغرب) منذ 8 مايو 1982.
  -  غراس (فرنسا) منذ 3 ديسمبر 1999.[1]

## ب
- باجة:
  -  باجة (البرتغال).[2]
- بن عروس:
  -  سانت إتيان (فرنسا) منذ 26 يناير 1994.[3]
- بنزرت:
  -  طنجة (المغرب) منذ 6 أغسطس 1976.[4]
  -  بورسعيد (مصر) منذ 13 يناير 1977.
  -  عنابة (الجزائر) منذ 21 أبريل 1985.
  -  كالاماتا (اليونان) منذ 22 يونيو 1997.
  -  باليرمو (إيطاليا) منذ 6 مارس 2001.

## ت
- تونس العاصمة:

| - - كولونيا (ألمانيا) منذ 12 يونيو 1964. - طشقند (أوزبكستان) منذ 19 أبريل 1978. - براغ (التشيك) منذ 20 سبتمبر 1978. - جدة (السعودية) منذ 5 نوفمبر 1979. - الرباط (المغرب) منذ 2 مارس 1987. - القاهرة (مصر) منذ 2 مارس 1987. - الجزائر (الجزائر) منذ 5 مارس 1987. - الكويت (الكويت) منذ 16 يناير 1988. | - - مارسيليا (فرنسا) منذ 5 يونيو 1989. - لشبونة (البرتغال) منذ 3 سبتمبر 1993. - ريو دي جانيرو (البرازيل) منذ 29 نوفمبر 1993. - الدوحة (قطر) منذ 18 يونيو 1994. - سانتياغو (تشيلي) منذ 25 سبتمبر 1994. - مسقط (سلطنة عمان) منذ 26 يناير 1995. - روما (إيطاليا) منذ 27 فبراير 1997. - موسكو (روسيا) منذ 14 سبتمبر 1998. | - - مونتريال (كندا) منذ 22 مارس 1999. - عمّان (الأردن) منذ 16 سبتمبر 1999. - ستوكهولم (السويد) منذ 23 سبتمبر 1999. - باريس (فرنسا) منذ 20 ديسمبر 2004. - فيينا (النمسا) منذ 19 يناير 2008. - البيضاء (ليبيا) منذ 2009. - إسطنبول (تركيا) منذ ديسمبر 2010. - رام الله (فلسطين) منذ 29 فبراير 2016. |

## ج
- جندوبة
  -  فولفسبورغ (ألمانيا) منذ 10 مارس 2019.[5]

## ح
- الحمامات:
  -  العقبة (الأردن) منذ 8 مايو 1981.
  -  نافار (فرنسا) منذ 27 يناير 1985.
- حومة السوق:
  -  إيثاكا (اليونان) منذ 28 أغسطس 1993.
  -  أغد (فرنسا) منذ 9 سبتمبر 1996.

## س
- سوسة:

| - - تياس (السنغال) منذ 20 نوفمبر 1965. - ليوبليانا (سلوفينيا) منذ 27 يوليو 1967. - بودبرادي (التشيك) منذ 17 مايو 1969. - بولون-بيانكور (فرنسا) منذ 12 يوليو 1977. - براونشفايغ (ألمانيا) منذ 10 سبتمبر 1980. - مراكش (المغرب) منذ 17 نوفمبر 1982. - قسنطينة (الجزائر) منذ 9 يونيو 1984. | - - أطار (موريتانيا) منذ 29 يوليو 1989. - ميامي (الولايات المتحدة) منذ 10 مايو 1994. - صلالة (عمان) منذ 20 يونيو 1994. - اللاذقية (سوريا) منذ 29 يونيو 1995. - إزمير (تركيا) منذ 15 مايو 2006. - ويهي (الصين) منذ 25 أغسطس 2007. |

## ص
- صفاقس:

| - - داكار (السنغال) منذ 1965. - ماربورغ (ألمانيا) منذ 1971. - الدار البيضاء (المغرب) منذ 1981. - آسفي (المغرب) منذ 1982. | - - وهران (الجزائر) منذ 1989. - محج قلعة (روسيا) منذ 1990. - غرونوبل (فرنسا) منذ 1998. |

## ق
- قابس:
  -  لينتز (النمسا) منذ 27 سبتمبر 1977.
  -  سانت بريوك (فرنسا) منذ 28 نوفمبر 1998.
- قليبية:
  -  المنكب (إسبانيا) منذ 1986.
  -  بانتليريا (إيطاليا) منذ 1993.
  -  مرسى علي (إيطاليا) منذ 2003.

## ك
- الكاف:
  -  بورغ أون بريس (فرنسا) منذ 1993.

## م
- مجاز الباب:
  -  مورا (البرتغال) منذ 27 أغسطس 1995.[6]
- المهدية:
  -  مازر (إيطاليا).
  -  سان نازار (فرنسا).
  -  أفايرو (البرتغال).
- ميدون:
  -  موغيو (فرنسا) منذ 3 مارس 2000.
  -  بوستيني (رومانيا) منذ 3 مارس 2000.
- المنستير:
  -  مونستر (ألمانيا) منذ 11 مارس 1969.